# 西藏茜草
西藏茜草（学名：Rubia tibetica），为茜草科茜草属下的一个植物种。高约30厘米,根红色,节间长2-5厘米,花冠黄色.花期6月,果期8月。

产地分布;
产西藏阿里札达，生于海拔3600米处河滩砾石上。分布于帕米尔至巴基斯坦。